# Clitourps
Clitourps (prononcé [klituʁ]) est une commune française, située dans le département de la Manche en région Normandie, peuplée de 228 habitants.

## Géographie

### Localisation
La commune est située au nord-est de la péninsule du Cotentin. Son bourg est à 3 km au sud-est de Saint-Pierre-Église, à 9 km à l'ouest de Barfleur et à 11 km au nord-ouest de Quettehou.
Les communes limitrophes sont Varouville, Brillevast, Canteloup, Saint-Pierre-Église, Théville, Tocqueville et Valcanville.

### Géologie et relief
Dans cette commune, la roche dominante est l'arkose.

### Hydrographie
La commune est située dans le bassin Seine-Normandie. Elle est drainée par le ruisseau de la Coupliere, le cours d'eau 05 du Prieuré, le fossé 01 de la Manouvillerie et le fossé 01 de la Piarderie,,.

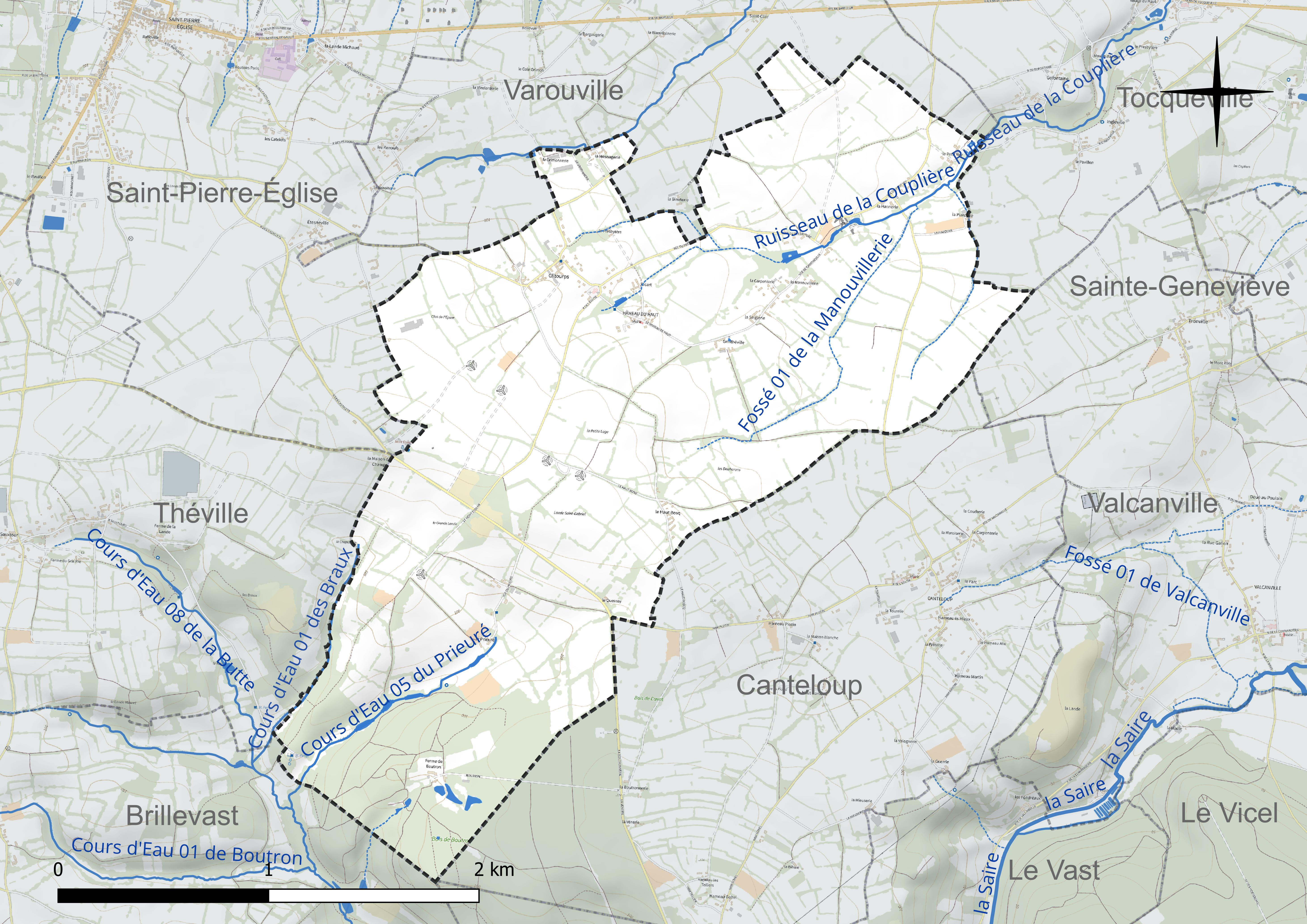
Réseau hydrographique de Clitourps.

### Climat
Pour des articles plus généraux, voir Climat de la Normandie et Climat de la Manche.
En 2010, le climat de la commune est de type climat océanique franc, selon une étude du CNRS s'appuyant sur une série de données couvrant la période 1971-2000. En 2020, Météo-France publie une typologie des climats de la France métropolitaine dans laquelle la commune est exposée à un climat océanique et est dans la région climatique  Normandie (Cotentin, Orne), caractérisée par une pluviométrie relativement élevée (850 mm/a) et un été frais (15,5 °C) et venté. Parallèlement le GIEC normand, un groupe régional d’experts sur le climat, différencie quant à lui, dans une étude de 2020, trois grands types de climats pour la région Normandie, nuancés à une échelle plus fine par les facteurs géographiques locaux. La commune est, selon ce zonage, exposée à un « climat maritime », correspondant au Cotentin et à l'ouest du département de la Manche, frais, humide et pluvieux, où les contrastes pluviométrique et thermique sont parfois très prononcés en quelques kilomètres quand le relief est marqué.
Pour la période 1971-2000, la température annuelle moyenne est de 10,7 °C, avec une amplitude thermique annuelle de 11,1 °C. Le cumul annuel moyen de précipitations est de 882 mm, avec 13,9 jours de précipitations en janvier et 7,1 jours en juillet. Pour la période 1991-2020, la température moyenne annuelle observée sur la station météorologique la plus proche, située sur la commune de Gatteville-le-Phare à 7 km à vol d'oiseau, est de 11,6 °C et le cumul annuel moyen de précipitations est de 866,7 mm,. Pour l'avenir, les paramètres climatiques de la commune estimés pour 2050 selon différents scénarios d’émission de gaz à effet de serre sont consultables sur un site dédié publié par Météo-France en novembre 2022.

## Urbanisme

### Typologie
Au 1er janvier 2024, Clitourps est catégorisée commune rurale à habitat très dispersé, selon la nouvelle grille communale de densité à sept niveaux définie par l'Insee en 2022.
Elle est située hors unité urbaine.
Par ailleurs la commune fait partie de l'aire d'attraction de Cherbourg-en-Cotentin, dont elle est une commune de la couronne,. Cette aire, qui regroupe 77 communes, est catégorisée dans les aires de 50 000 à moins de 200 000 habitants,.

### Occupation des sols
L'occupation des sols de la commune, telle qu'elle ressort de la base de données européenne d’occupation biophysique des sols Corine Land Cover (CLC), est marquée par l'importance des territoires agricoles (90,2 % en 2018), une proportion identique à celle de 1990 (90,2 %).
La répartition détaillée en 2018 est la suivante : terres arables (73,1 %), prairies (17 %), forêts (9,8 %).

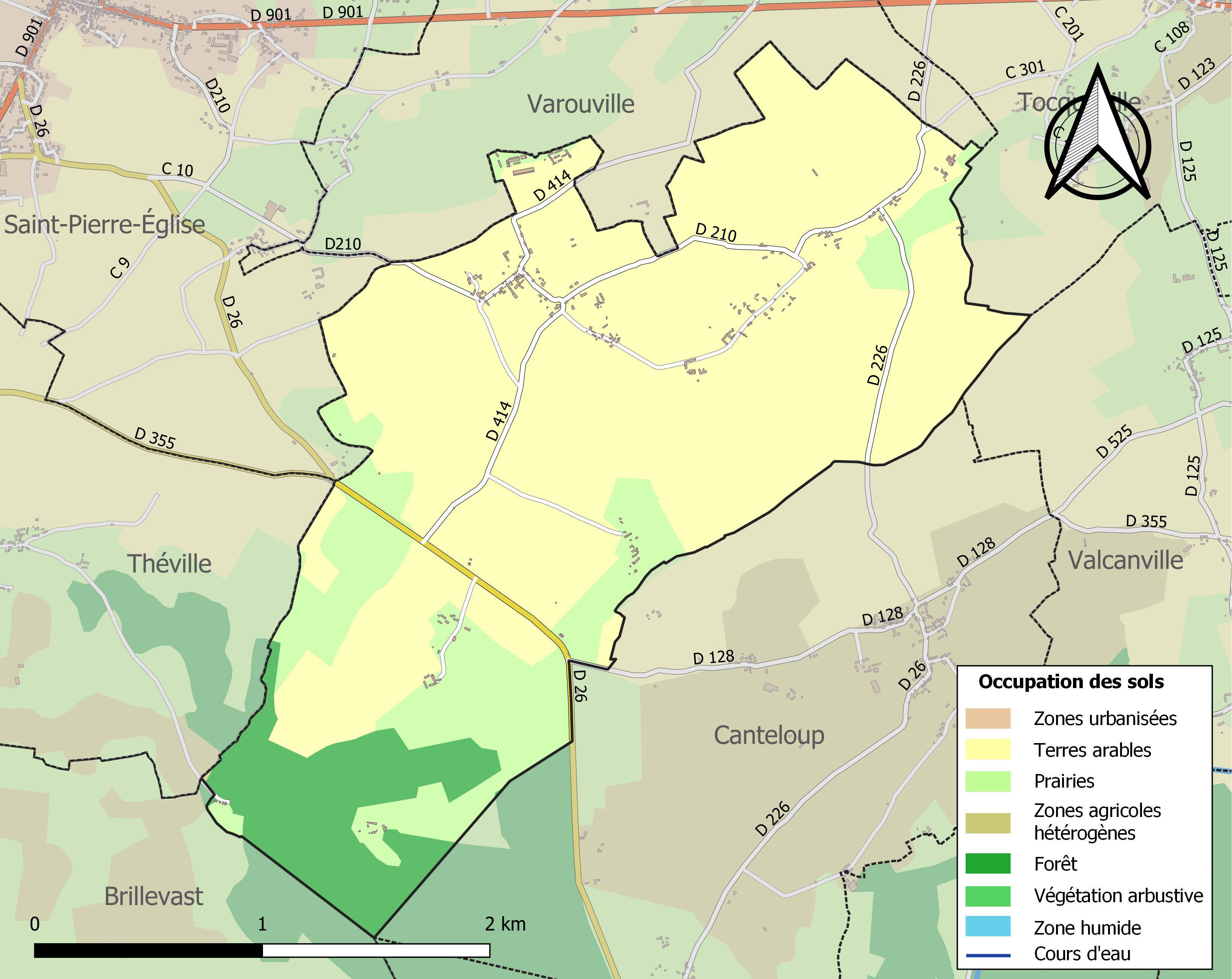
Carte des infrastructures et de l'occupation des sols de la commune en 2018 (CLC).

L'évolution de l’occupation des sols de la commune et de ses infrastructures peut être observée sur les différentes représentations cartographiques du territoire : la carte de Cassini (XVIIIe siècle), la carte d'état-major (1820-1866) et les cartes ou photos aériennes de l'IGN pour la période actuelle (1950 à aujourd'hui).

## Toponymie
Le nom de la localité est attesté sous la forme Clitorp en 1164, ; Clitorp vers 1180 (cartulaire de Coutances, copie Delisle).
Le toponyme est issu du norrois klif, « rocher, butte, falaise », et thorp (comprendre þorp), « ferme (isolée), groupe de fermes isolées, village »,,,, d'où le sens global de « groupe de fermes, village de la butte ». Dans cette hypothèse, il faut supposer que la butte en question est le mont Étolan, qui culmine à 138 m sur le territoire de Saint-Pierre-Église, et s'étend sur les deux communes.
Par ailleurs, l'appellatif norrois (ou vieil anglais) klif se retrouve plusieurs fois en Normandie, notamment en Cotentin avec le mont Étanclin (Mont Estenclif 1262), mont de Doville (anciennement mont Escalleclif) et vraisemblablement le mont Clin (la Hague). Quant à l'évolution de -torp en -tourp, -tour(s) n'apparaît qu'au XVIe siècle dans le nord Cotentin (cf. Le Tourp), alors qu'ailleurs la voyelle ouverte o de torp se maintient (cf. le Torp). Il s'agit d'une mutation locale que l'on constate aussi dans hougue, resté hogue dans les autres pays normands.

## Histoire

### Moyen Âge
Un des premiers seigneurs de Clitourps fut Gresten (Geirsteinn en vieux norrois), qui a laissé son nom au fief de Grainthéville (Grestenvilla) — manoir de Grintheville —. Un autre Scandinave, Torgis ou Turgis (Þórgíls en vieux norrois) son vassal ou parent, bâtit le manoir de Torgistorps, devenu plus tard prieuré. D'après les notes de Léopold Delisle, Clitourps fut le berceau de la famille Prevel, dont un membre Regnouf (ou Renouf, vieux norrois RúnulfR, influencé dans la prononciation populaire par les noms francs en Ragin- > Re- cf. Raginald > Renaud), prit une part importante à la conquête de l'Angleterre en 1066, sous la conduite de Guillaume le Bastard.
À la fin du XIe siècle, Roger était seigneur de Clitourps. Simon, son fils, avait le patronage de l'église qu'il donna en 1120 dans toute son intégrité au chapitre de Coutances. En 1189, Hugues, fils d´Amaury, seigneur de Clitourps suivit Richard Cœur de Lion à la troisième croisade (1189-1192).
En 1224, le seigneur de Clitourps s´appelait Gaulthier. En 1287, Robert de La Haye, écuyer, procéda sans succès contre le chapitre de Coutances au sujet du patronagede l'église. Dans la première moitié du XIVe siècle, le seigneur de la paroisse est Jean de Clitourps. Une de ses filles porta cette terre dans la famille Osbert (d'argent à la croix de gueules cantonnée de quatre lionceaux de sable). Guillaume Osbert est mort en 1455, il laisse un fils Pierre Osbert, seigneur de Tesson, Brucheville, Clitourps et des Moutiers, vicomte de Coutances. Il vivait encore en 1485. Par mariage, vente, échange ou autrement, la seigneurie de Clitourps passe dans la famille des Castel, qui possède le fief de Saint Pierre Église depuis 1475. Le 20 mars 1688, Bon Thomas Castel vendit la seigneurie et le patronage honoraire de Clitourps à Charles Alexandre Lefèvre, écuyer, sieur de Crainthéville.

#### Foire médiévale
Au Moyen Âge, il s'y tenait une foire rurale annuelle.

### Temps modernes
Dans un aveu daté de 1500, Jean de Pirou, est qualifié de seigneur de Beaumont en la Hague, dont dépendent Clitourps, Varouville, Réthoville, Cosqueville, Fermanville.
En 1567, Pierre Le Febvre, sieur de Grainteville, est taxé pour ce fief de 5 solz dans le rôle des nobles et roturiers, au titre du ban et de l'arrière ban de la vicomté de Coutances, réalisé par Gilles Dancel, seigneur d'Audouville, lieutenant général du bailli de Cotentin, tenu à Coutances les 20-22 octobre. Le fief de Grainteville à Clitourps qui valait un huitième de fief de haubert, était tenu de la baronnie de Varenguebec.

### Révolution française et Empire
À la révolution, Raymond de Saint-Maurice († 1823), dernier abbé du prieuré de Torgistorps, représenta en 1789 le clergé aux États généraux de Coutances. Il contribua à la restauration du couvent de la communauté des bénédictines de Valognes.

## Politique et administration
| Période                                  | Période      | Identité                     | Étiquette | Qualité                           |
| ---------------------------------------- | ------------ | ---------------------------- | --------- | --------------------------------- |
| 1792                                     | octobre 1795 | Jean Sorel                   |           |                                   |
| 8 novembre 1796                          |              | Jean Robine                  |           | Agent national                    |
| 1800                                     | 1805         | Charles-Dominique de la Tour |           | Acquéreur du prieuré              |
| 1806                                     | 1818         | Bon Roupsard                 |           |                                   |
| 1818                                     | 1830         | Alexandre Delisle            |           |                                   |
| 1830                                     | 1835         | Charles Lelong               |           |                                   |
| 1835                                     | 1848         | Alexandre Delisle            |           |                                   |
| 1848                                     | 1848         | Jacques Sorin                |           |                                   |
| 1848                                     | 1870         | Alexandre Delisle            |           |                                   |
| 1870                                     | 1875         | Victor Delisle               |           |                                   |
| 1875                                     | ?            | Auguste Delisle              |           |                                   |
| 1977                                     | 1983         | Michel Robine                |           |                                   |
| 1983                                     | mars 2001    | René Fautrat                 |           |                                   |
| mars 2001                                | 2020         | Bernard Lebaron              | UMP       | Contrôleur des affaires maritimes |
| 2020                                     | En cours     | Juliette Hurlot              |           |                                   |
| Les données manquantes sont à compléter. |              |                              |           |                                   |

Le conseil municipal est composé de onze membres dont le maire et deux adjoints.

## Population et société
Les habitants de la commune sont appelés les Clitourpais.

### Démographie
L'évolution du nombre d'habitants est connue à travers les recensements de la population effectués dans la commune depuis 1793. Pour les communes de moins de 10 000 habitants, une enquête de recensement portant sur toute la population est réalisée tous les cinq ans, les populations de référence des années intermédiaires étant quant à elles estimées par interpolation ou extrapolation. Pour la commune, le premier recensement exhaustif entrant dans le cadre du nouveau dispositif a été réalisé en 2004.
En 2022, la commune comptait 228 habitants, en évolution de +14 % par rapport à 2016 (Manche : −0,31 %, France hors Mayotte : +2,11 %).
Clitourps a compté jusqu'à 622 habitants en 1806.
| 1793 | 1800 | 1806 | 1821 | 1831 | 1836 | 1841 | 1846 | 1851 |
| ---- | ---- | ---- | ---- | ---- | ---- | ---- | ---- | ---- |
| 521  | 532  | 622  | 505  | 502  | 511  | 461  | 414  | 398  |

| 1856 | 1861 | 1866 | 1872 | 1876 | 1881 | 1886 | 1891 | 1896 |
| ---- | ---- | ---- | ---- | ---- | ---- | ---- | ---- | ---- |
| 362  | 333  | 314  | 321  | 330  | 302  | 304  | 270  | 288  |

| 1901 | 1906 | 1911 | 1921 | 1926 | 1931 | 1936 | 1946 | 1954 |
| ---- | ---- | ---- | ---- | ---- | ---- | ---- | ---- | ---- |
| 276  | 292  | 292  | 268  | 264  | 229  | 225  | 222  | 220  |

| 1962 | 1968 | 1975 | 1982 | 1990 | 1999 | 2004 | 2006 | 2009 |
| ---- | ---- | ---- | ---- | ---- | ---- | ---- | ---- | ---- |
| 183  | 175  | 135  | 145  | 140  | 138  | 164  | 179  | 197  |

| 2014 | 2019 | 2022 | - | - | - | - | - | - |
| ---- | ---- | ---- | - | - | - | - | - | - |
| 201  | 226  | 228  | - | - | - | - | - | - |

## Économie

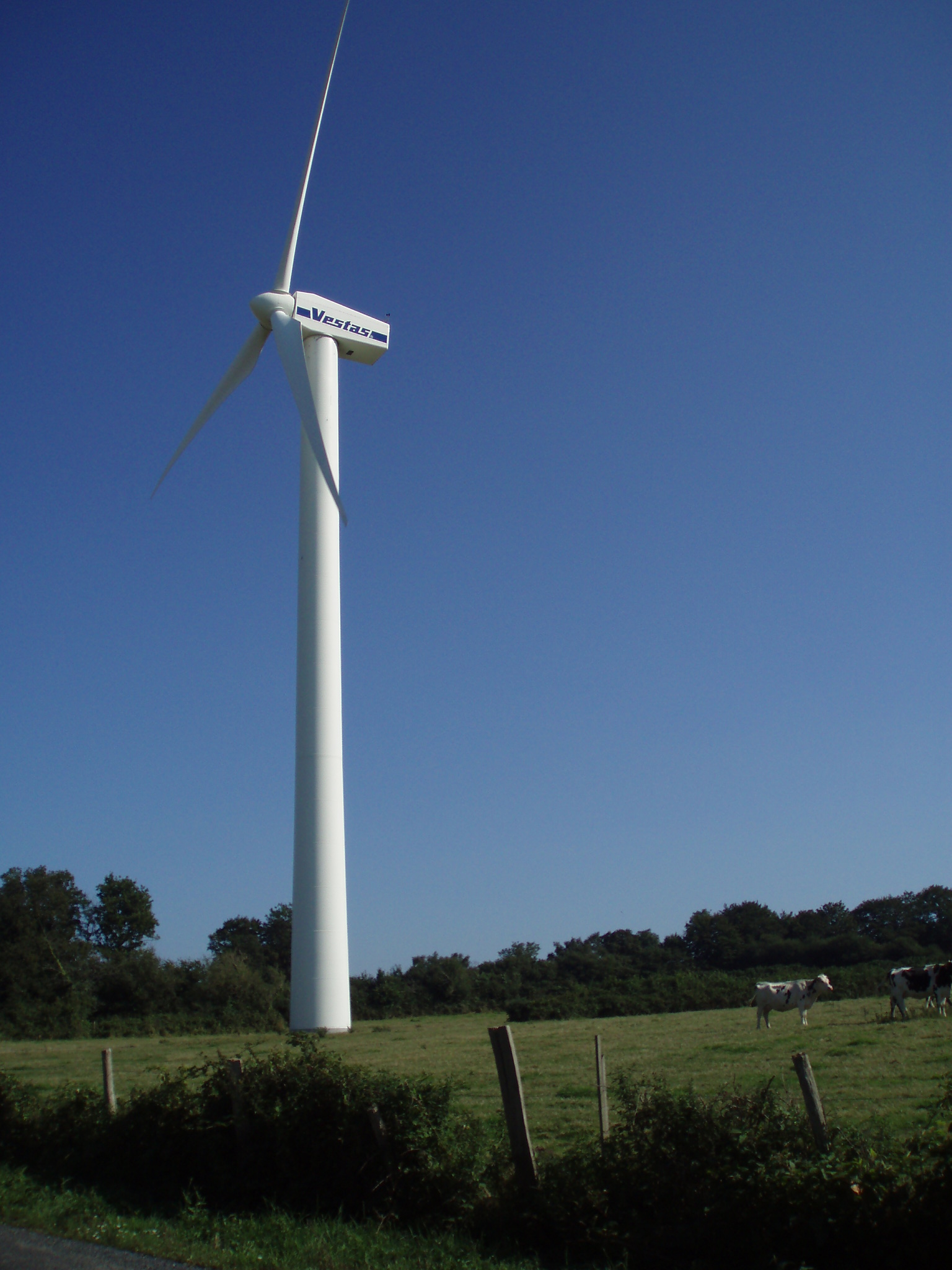
Une des éoliennes près de Clitourps.

Parc éolien de Clitourps : il y a quelques années[Quand ?] a eu lieu l'installation de cinq éoliennes sur la commune.

## Culture locale et patrimoine

### Lieux et monuments
- Abri sous roche du Mont Étolan. Le site a été occupé par dix à douze Néandertaliens entre 55 000 et 40 000 ans avant notre ère. Ils pratiquaient la chasse ou le charognage, et découpaient les morceaux avec des silex. Les fouilles ont débuté en juillet 2008 après la découverte d'un biface. Ils s'abritaient dans de petites dépressions ou cuvettes d'un mètre environ afin de se mettre à l'abri des vents dominants[35].
- Manoir de Fontenay du XVIe siècle, typique des manoirs fortifiés du Val de Saire, inscrit au titre des monuments historiques depuis le 12 octobre 1990[36].
- Le nouveau Fontenay ou manoir de la Féronnerie, du XVIIIe siècle.
- Église Notre-Dame du XVIIe siècle en forme de croix latine. Son chœur a été rebâtie au XVIIe siècle. Elle abrite de belles statues des XVe et XVIIIe siècles soit en pierre ou en poterie dont une Vierge à l'Enfant en terre cuite polychromée et dorée du XVIIIe, de saint Jean-Baptiste du XVIIIe, de sainte Marguerite du XVe, un diacre tenant un livre du XVe, une sainte Barbe du XVIe ainsi que des fonts baptismaux en calcaire d'Yvetot décoré de motifs de rinceaux et d'une inscription gothique « JESUS » des XVIe ou XVIIe siècle[37], un maître-autel du XVIIIe et une verrière du XIXe de L. Mazuet[23].
- Manoir de Grainteville ou Graintheville ou Grintheville reconstruit au XVIIe siècle[38] et son vieux colombier ; haut d'un étage sur-rez-de-chaussée, avec une façade plate et une porte centrale et des fenêtres très rapprochées surmontée d'un large fronton en triangle isocèle donnant l'impression d'un pavillon central, alors que les fenêtres latérales sont surmontées par deux lucarnes ayant chacune deux oculus ronds sous un décor isocèle[39]. Les communs recèlent une charretterie à trois arches en plein cintre reposant sur des colonnes à tailloirs.
- Calvaire Saint-Martin, deux tombeaux tectiformes du XIXe siècle.
- Ferme de la Feuvrerie du XVIe siècle.
- Manoir de Torgistorps du XIIe siècle — la forme ancienne était Turgistorp[40]. — est un ancien prieuré fondé en 1170, vendu comme bien national en 1792[23],[Note 4]. Il dépendait de l'abbaye de Saint-Sauveur[42]. Il se présente sous la forme d'une construction massive avec de lourds contreforts, qui a conservé des détails gothiques[41].
- Manoir de la Seiglerie[43].
- Ancien presbytère.
- Calvaire Saint-Martin.
- Bois de Boutron.

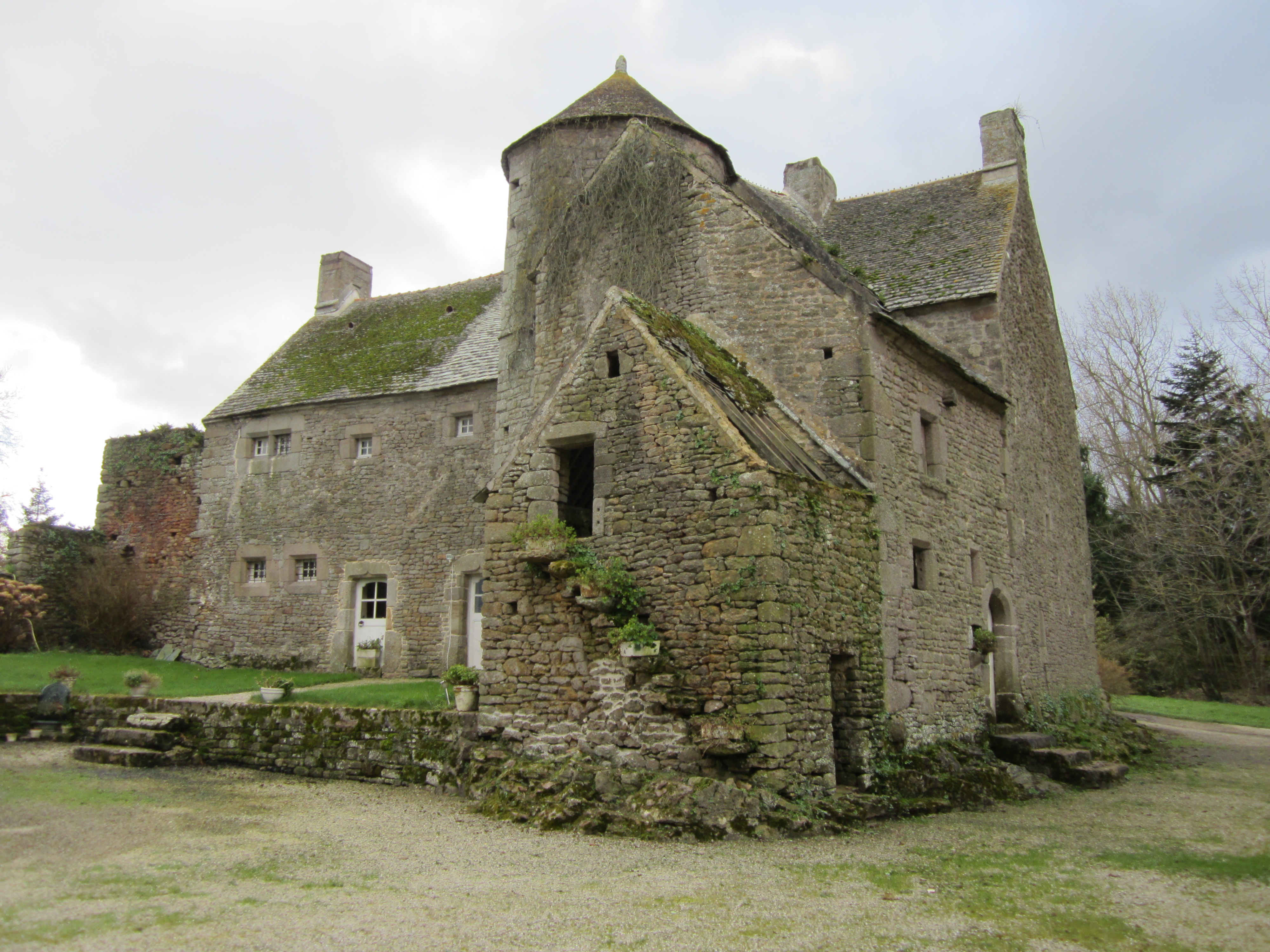
Le manoir de Fontenay.
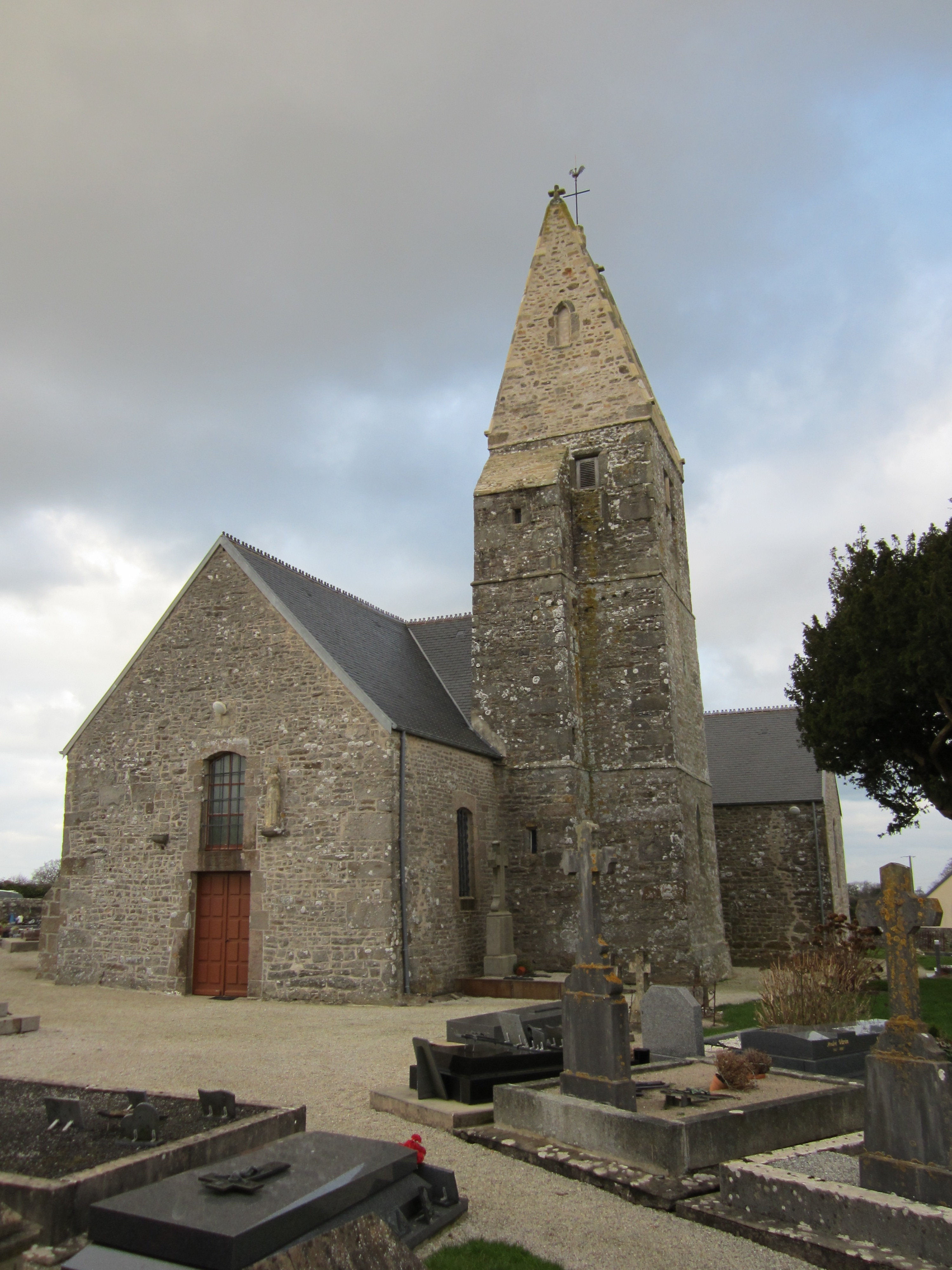
L'église Notre-Dame.
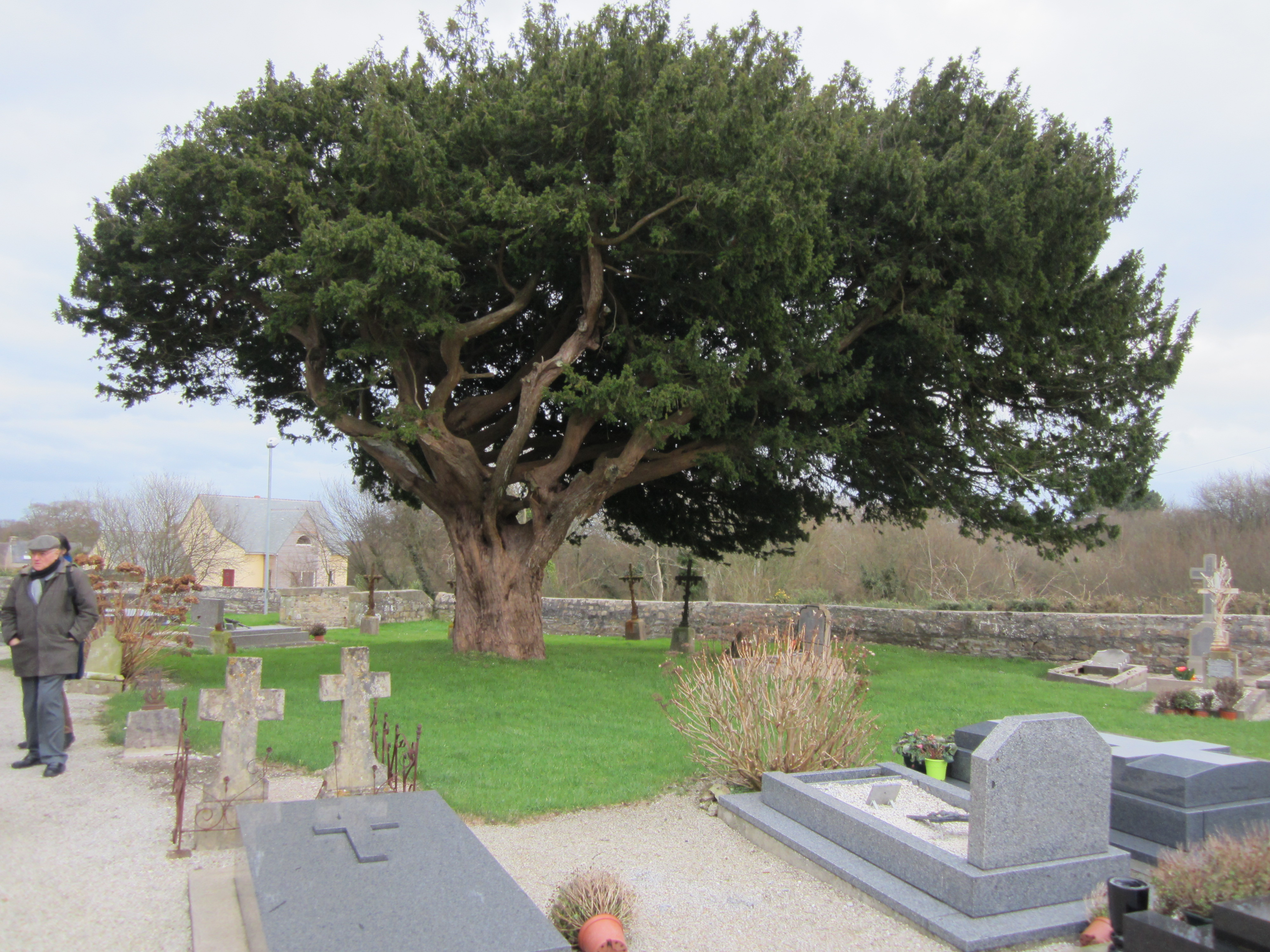
Grand arbre du cimetière.

### Personnalités liées à la commune
- Nicolas Lemaître la Houguette (1733-1817), sera élu en juin 1790 et réélu en 1791 administrateur du département de la Manche[23].